# Biskupice (okres Zlín)
Biskupice (německy Biskupitz) jsou obec v okrese Zlín ve Zlínském kraji. Žije zde 695 obyvatel.
Na jihu vesnice sousedí s katastrem obce Polichno, na západě s Dobrkovicemi, na severozápad s Kaňovicemi, na severovýchod s Ludkovicemi a na východ s Luhačovicemi.

## Historie
Původem jsou Biskupice osada velmi stará, patří k nejstarším na Moravě, zřejmě již od 8. století. Jako manský statek biskupství olomouckého náležely již roku 1131, kdy je o vesnici první písemná zmínka v listině olomouckého biskupa Jindřicha Zdíka, kostelu spytihněvskému. Roku 1256 byly statkem biskupským, v roce 1274 udělil olomoucký biskup Bruno ze Schauenburku Biskupice lénem Jindřichovi z Domašova. Později se staly lénem arcibiskupa olomouckého.
Během druhé světové války byly Biskupice 1. května 1945 osvobozeny Rudou armádou, vojáci přišli od Maršova. Roku 1952 založeno JZD.

### Tragédie
- 1663 pustošili obec Tataři s Turky
- 1836 nervová horečka (zemřelo 15 lidí)
- 1866 cholera (zemřelo mnoho občanů)
- 1910 povodeň (zbořeno 14 domů)

### Stavby
- 1894 škola, rozšířena v roce 1920, původně se vyučovalo v chalupě č.p. 5.
- 1905 železniční trať Újezdec-Luhačovice
- 1927 stavitel Málek z Uherského Brodu zřídil stavbu kruhové cihelny
- 1929 most přes Černý potok, v témže roce byla provedena elektrifikace
- 1958 nová budova obecního úřadu (tehdejšího MNV)
- 1959 stará mateřská škola
- 1973 budova pošty
- 1979 nová mateřská škola

Dále pak fotbalové hřiště a kabiny, kanalizace, regulace potoka, silnice, taneční kolo pro pořádání společenských akcí a církevních mší, autobusové zastávky, požární zbrojnice, 2 bytovky (JZD a cihelny, 3 železné mosty, po revoluci postavena kaplička (římskokatolické církve), dětské hřiště, nové sportoviště, nová silnice a chodníky.

## Obyvatelstvo
| Rok            | 1869 | 1880 | 1890 | 1900 | 1910 | 1921 | 1930 | 1950 | 1961 | 1970 | 1980 | 1991 | 2001 | 2011 | 2021 |
| -------------- | ---- | ---- | ---- | ---- | ---- | ---- | ---- | ---- | ---- | ---- | ---- | ---- | ---- | ---- | ---- |
| Počet obyvatel | 316  | 335  | 348  | 357  | 397  | 386  | 462  | 541  | 584  | 577  | 635  | 684  | 728  | 672  | 646  |
| Počet domů     | 54   | 61   | 60   | 66   | 69   | 69   | 77   | 103  | 111  | 127  | 141  | 187  | 195  | 202  | 207  |

## Obecní správa a politika
Obec se člení na dvě základní sídelní jednotky: Biskupice a Podlipský mlýn.

### Obecní symboly
Znak a vlajka byly obci uděleny rozhodnutím předsedy Poslanecké sněmovny Parlamentu České republiky dne 8. října 2001.

## Aktivní spolky
- Sbor dobrovolných hasičů Biskupice od roku 1935
- TJ Tatran Biskupice (fotbalisti)
- Myslivecké sdružení Hrabovina Biskupice
- Základní kynologická organizace

## Pamětihodnosti
- Kaple Nanebevzetí Panny Marie
- Barokní socha svatojánská 1796 - svatý Jan Nepomucký (naproti škole)
- Pomník panenky Marie u kapličky
- Dva kamenné kříže z let 1752 a 1866 (jeden z nich na památku ukončení cholery)
- pomník sovětským padlým hrdinům (náves)[7]
- pomníček padlému rumunskému letci (pod Německým)[8]

## Osobnosti
- Milan Máčala (* 1943), fotbalový trenér

## Galerie

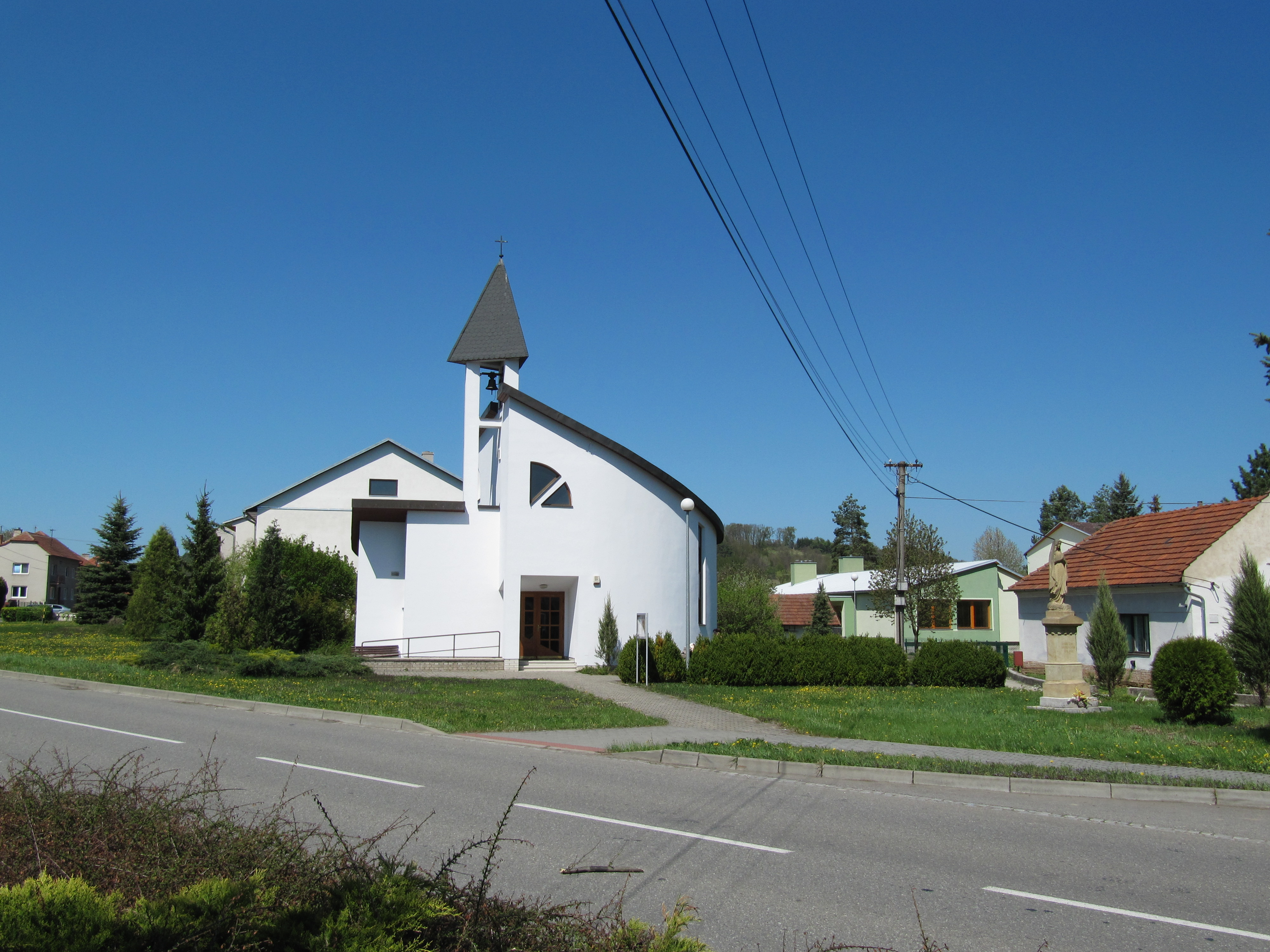
Kaple Nanebevzetí Panny Marie
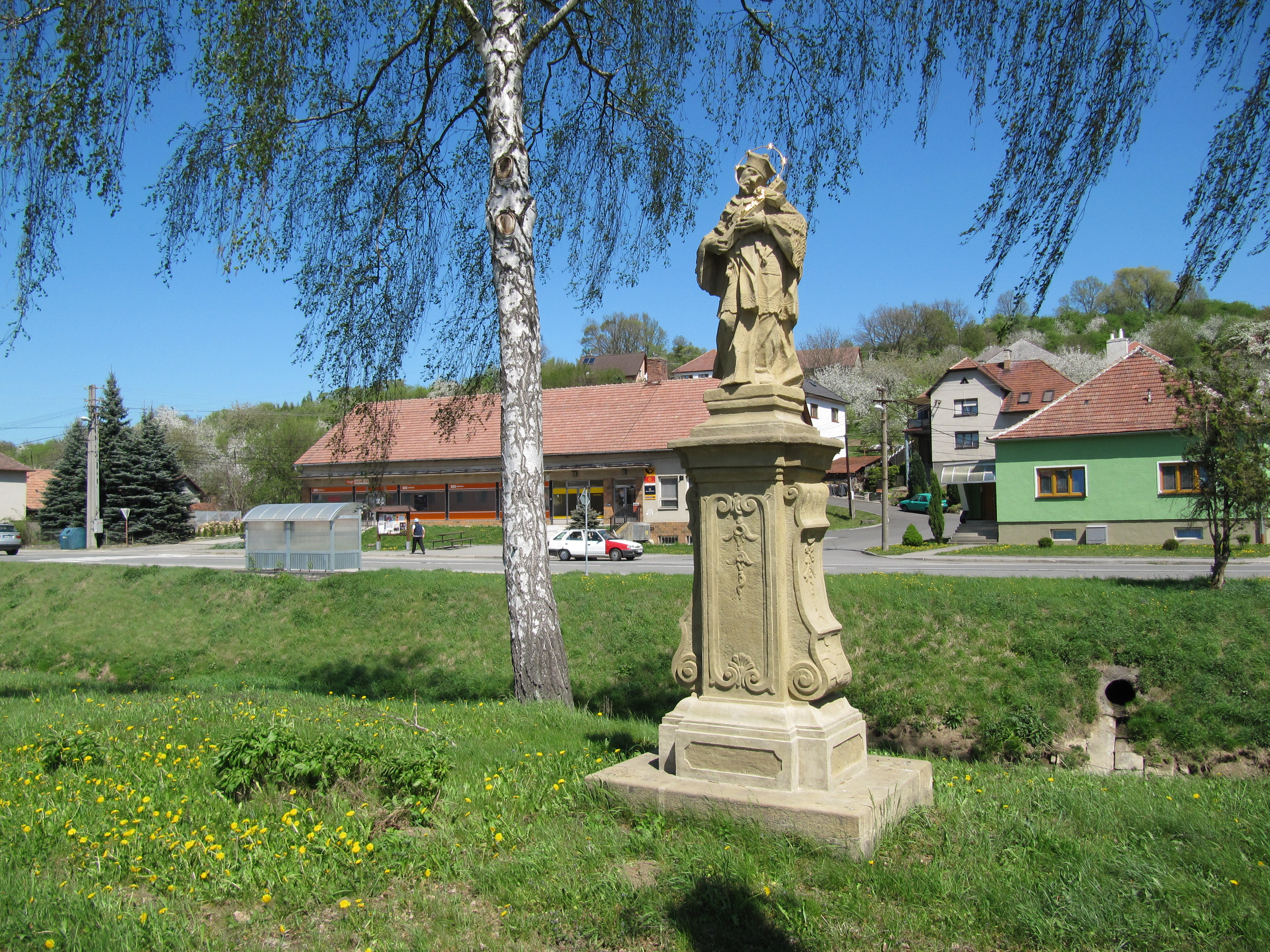
Socha svatého Jana Nepomuckého z roku 1796
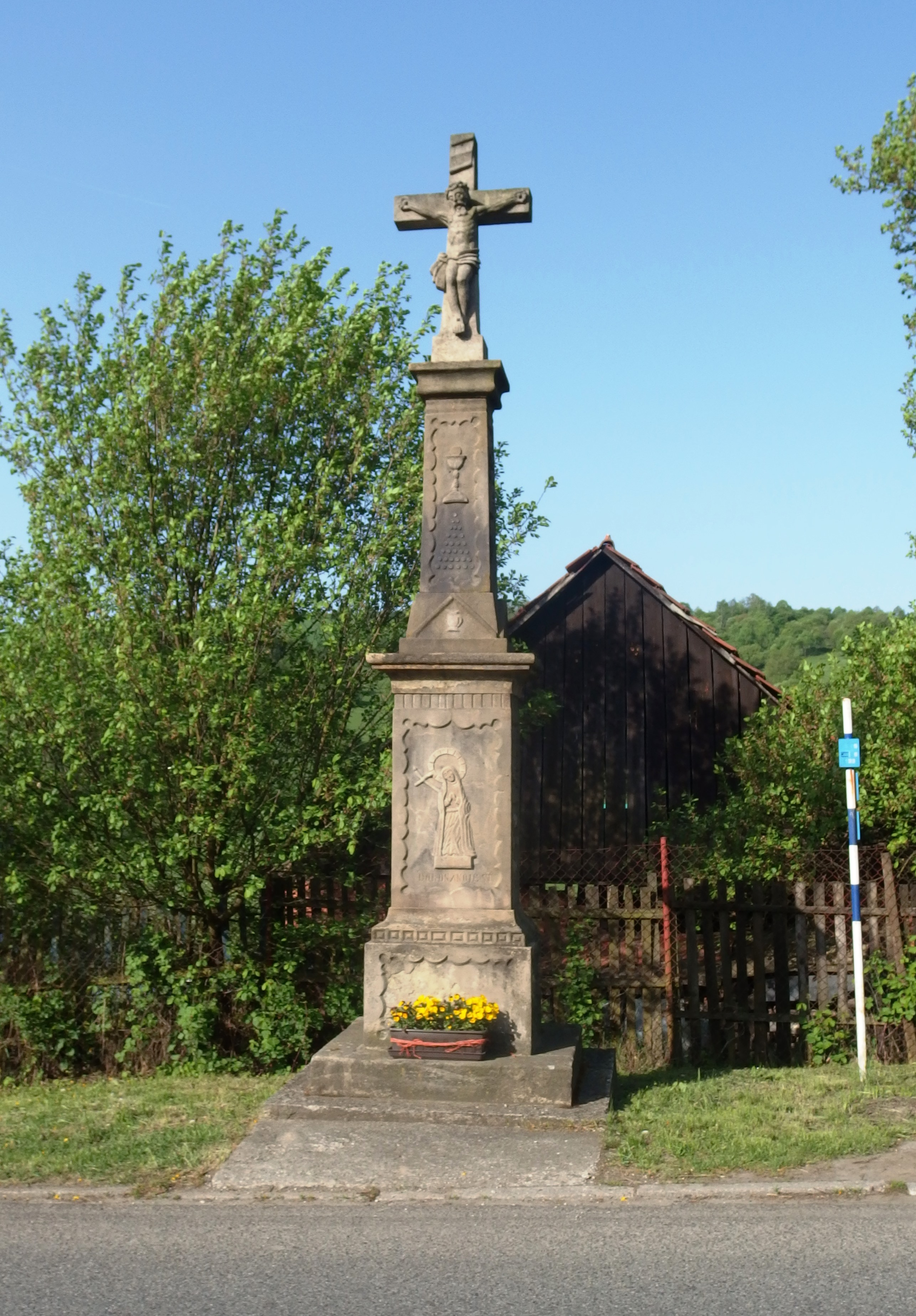
Krucifix z roku 1866
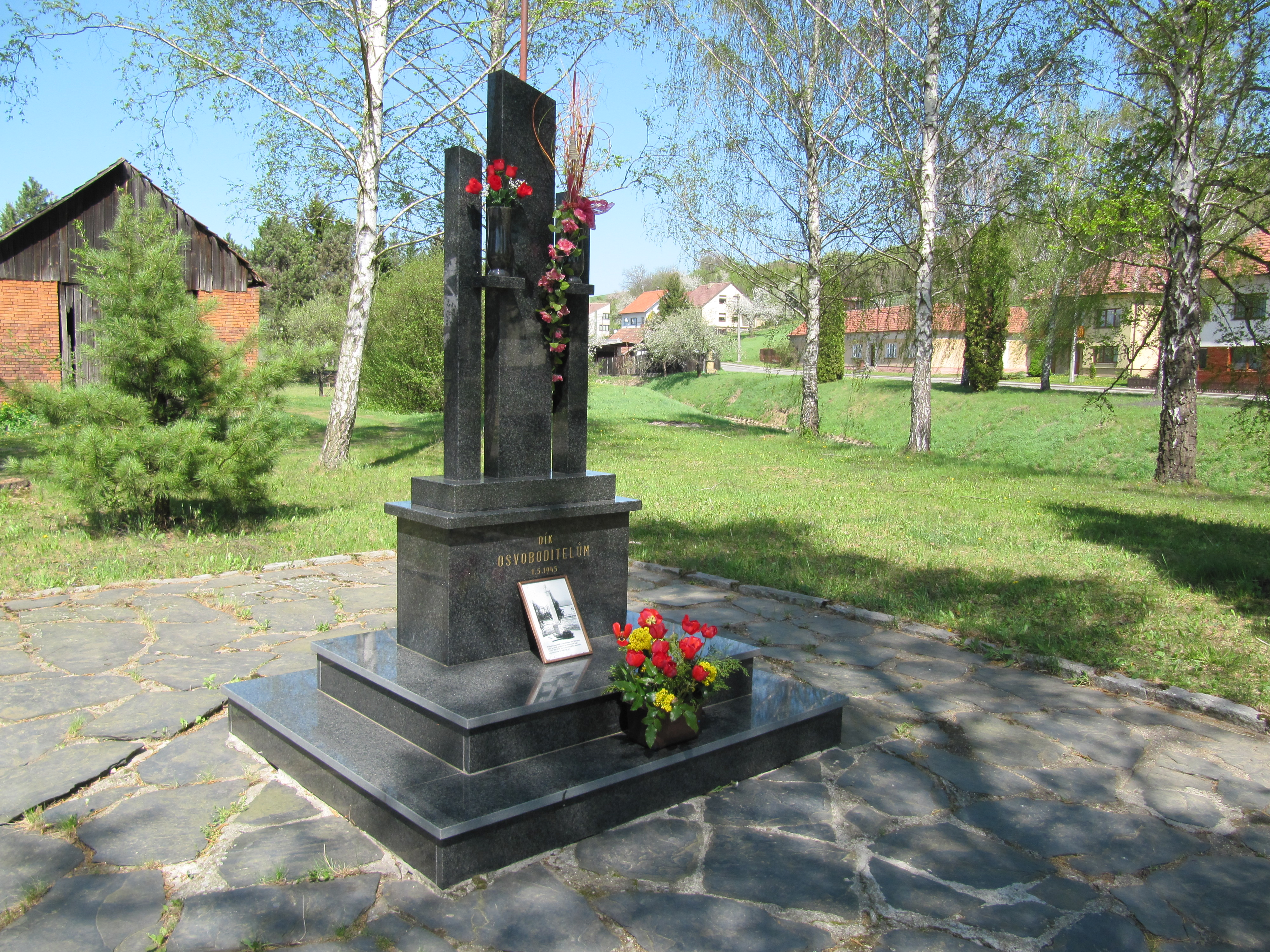
Pomník osvoboditelům